# Canada Science and Technology Museum
Il Canada Science and Technology Museum (francese: Musée des sciences et de la technologie du Canada) è un museo di Ottawa, Ontario, Canada. Fu fondato nel 1967 in occasione del centenario del paese e fu il primo museo a esporre contenuti interattivi. Il museo è controllato dalla Canada Science and Technology Museum Corporation, responsabile delle conservazione e protezione del patrimonio scientifico e tecnologico del paese.